# Уцькове
Уцько́ве —  село в Україні, у Новослобідській сільській громаді Конотопського району Сумської області. Населення становить 82 осіб. До 2020 орган місцевого самоврядування — Мачулищанська сільська рада.

## Географія
Село Уцькове знаходиться на березі річки Берюшка, вище за течією на відстані 1 км розташоване село Сімейкине, нижче за течією на відстані 1 км розташоване село Мачулища.

## Історія
12 червня 2020 року, відповідно до розпорядження Кабінету Міністрів України № 723-р «Про визначення адміністративних центрів та затвердження територій територіальних громад Сумської області», село увійшло до складу Новослобідської сільської громади.
19 липня 2020 року, в результаті адміністративно-територіальної реформи та ліквідації Путивльського району, увійшло до складу новоутвореного Конотопського району.